# 张伯权
张伯权（1912年—1994年），男，湖北汉川人，中国军事人物，曾任黄埔军校同学会副会长，第五、六、七、八届全国政协委员。